# Lujo Medvidović
Lujo Medvidović (Lokvičići, 5. siječnja 1950. – Osijek, 4. siječnja 2013.) bio je hrvatski književnik i odvjetnik. Živio je u Osijeku i Zagrebu. Pisao je pjesme i romane. Pjesnički se najviše izražavao kroz sonete.

## Životopis
U Krivodolu je završio osnovnu školu. U Splitu je završio gimnaziju i Pravni fakultet. U Osijeku je magistrirao pravne znanosti (filozofija prava) na Pravnom fakultetu u Osijeku.  Živio je i radio u Vinkovcima, a poslije u Osijeku i Zagrebu gdje je živio i radio u odvjetništvu. Bio je članom je Društva hrvatskih književnika od 1995. godine. Prije odvjetničke karijere bio je sudac Općinskog suda u Osijeku. 1980-ih je godina radio je u ondašnjem Okružnom javnom tužiteljstvu, a poslije je bio direktor Zavoda za rad. 
Medvidović je siječnja 2013. usmrćen u svom uredu u središtu Osijeka. Nasmrt je izboden nožem.

## Književni rad
Roman Castus i pravda je znanstveno-pripovjedačko djelo. Soneti mu odišu povijesnim, nacionalnim i hrvatskim domoljubnim motivima. Objavio je 19 zbirka pjesama.
Djela mu se nalaze u većem broju antologija.

## Djela
(izbor)
- Vukovarski križ, zbirka soneta, 1998.
- Miris tamarisa, zbirka soneta, 1999.
- Žensko lice Boga, zbirka soneta, 2004.
- Dom prepelica, zbirka soneta, 2007.
- Kornatske ruže, zbirka soneta, 2008.
- Castus i pravda, povijesni roman, 2009.

## Nagrade
- 2001.: Nagrada „Josip i Ivan Kozarac“ - povelja uspješnosti na Danima Josipa i Ivana Kozarca za djelo Radost raskovanih ruku
- 2006.: 3. nagrada Dubravko Horvatić za poeziju[1]

## Vanjske poveznice
- Lujo Medvidović: Mr.sc. Lujo Medvidović – nema pravde za Hrvatsku bez pravde u Hrvatskoj - (Hrvatskom branitelju Tihomiru Purdi i moralnoj snazi koja brani da kristalnu čistoću spremnosti hrvatskih branitelja ne bace u blato!), Hrvatsko kulturno vijeće, izlaganje na tribini "Hrvatsko sudstvo i Europska unija" 7. veljače 2011.
- Ana Penić: In memoriam Lujo Medvidović  Arhivirana inačica izvorne stranice od 21. ožujka 2014. (Wayback Machine), Obitelj Malih Marija
- Hrvoje Hitrec: Uz smrt Luje Medvidovića, hrvatskog pjesnika, pravnika i filozofa, povjernika Hrvatskoga kulturnog vijeća za Slavoniju, Hrvatsko kulturno vijeće, 5. siječnja 2013.